# Curtiss-Wright X-19
Dimensions
Le X-19 est un avion à décollage et atterrissage verticaux expérimental à rotors basculants développé par la firme Curtiss-Wright dans les années 1960.

## Conception
En mars 1960, Curtiss-Wright Corporation développe un prototype d'avion de transport à décollage et atterrissage verticaux dénommé X-100. L'appareil n'est équipé que d'un unique turbomoteur relié aux deux rotors basculants par des arbres de transmission. Les gaz sont éjectés par une tuyère orientable placée dans la queue de l'appareil permettant ainsi de le contrôler lors des phases de vol vertical et stationnaire.
Les ingénieurs de la Curtiss-Wright Corporation développent ensuite une version agrandie du X-100 qu'ils désignent X-200. Cette version intéresse l'USAF qui commande deux prototypes de l'appareil le redésignant X-19A.
Le X-19 est un appareil à ailes en tandem. Au bout de chacune d'elles est fixée une nacelle supportant une hélice tripale d'un diamètre de 3,96 m. Les quatre nacelles sont articulées et peuvent ainsi se placer à la verticale permettant à l'appareil de décoller et atterrir verticalement. Les hélices sont reliées par des arbres de transmission aux deux turbomoteurs Avco Lycoming T55-L-5 montés sur le haut du fuselage.

## Historique du programme
Le X-19 vole pour la première fois en novembre 1963. Le but des vols d'essai est de réunir suffisamment de données pour produire en série un appareil de transport convertible, mais le programme est annulé après le crash du premier appareil le 25 août 1965.

## Postérité
Le second prototype du X-19 est livré au National Museum of the United States Air Force près de Dayton dans l'Ohio où il est actuellement stocké dans un hangar de restauration.

### Appareils similaires
- Bell XV-15 (en)
- Boeing-Bell V-22 Osprey
- Bell/Agusta BA609